# تپه شهر سوخته ۲۲۱
تپه شهر سوخته ۲۲۱ در شهرستان زابل، بخش شیب آب، دهستان لوتک، روستای حومه شهر سوخته، ۱۴/۳ کیلومتری جنوب غربی پایگاه باستان‌شناسی شهر سوخته واقع شده و این اثر در تاریخ ۱۵ اسفند ۱۳۸۵ با شمارهٔ ثبت ۱۷۹۸۲ به‌عنوان یکی از آثار ملی ایران به ثبت رسیده است.